# Ten Bos (weverij)
De firma J ten Bos was een Nederlandse wollenstoffenfabriek die van 1860 tot 1957 heeft bestaan te Almelo en later tevens te Wierden, met kleine naoorlogse nevenvestigingen te Weerselo en Nieuw Heeten.

## Oprichting
In 1860 richt J H ten Bos een wolweverij op te Tubbergen die in 1879 verplaatst wordt naar Almelo waar de verkeersligging gunstiger is, onder meer met de spoorlijn naar Zwolle in wording. Het bedrijf wordt in 1894 uitgebreid met een spinnerij. 

## Groei en ondergang
In 1912 neemt de firma (dan circa 355 werklieden) het bestaand fabriekscomplex van de stilgelegde Stoombontweverij Koningin Sophie der Nederlanden te Wierden over. Deze vestiging krijgt in 1915 naast de weverij ook een spinnerij. Deze nevenvestiging wordt verder voortgezet als nv Wolspinnerij en Weverij Koningin Sophie der Nederlanden. Het toenemend grondstofgebrek tijdens de Eerste Wereldoorlog leidt onder meer tot werktijdverkorting. In 1915 overlijdt de grondlegger. Het totale bedrijf telt in 1940 800 werklieden, inclusief de enige grote kamgarenspinnerij van Nederland. 
De naoorlogse inhaalvraag leidt tot een rap herstel: van 346 werknemers op 1 januari 1946 tot 758 per 1950. In combinatie met personeelsschaarste leidt het tot kleine nevenvestingen te Weerselo en Nieuw-Heeten. Maar midden jaren vijftig gaat het fout. De aanvraag tot surseance begin 1957 leidt tot een faillissement. Het betekent ontslag voor 600 medewerkers, van wie bijna 100 in Wierden, 60 in Weerselo en 16 in Nieuw-Heeten. De veiling van de inventaris trekt veel belangstelling, ook uit het buitenland; opbrengst f 1,25 miljoen. In het bedrijfscomplex te Almelo vestigt zich de grossier Schuitema, in Wierden komt in 1959 een nevenvestiging van Van Heijst.